# Toyota bB
Toyota bB – subkompaktowy samochód osobowy produkowany przez japońską firmę Toyota od roku 2000, bliźniaczy model Daihatsu Materii. Dostępny jako 5-drzwiowy van. Do napędu użyto silników R4 o pojemnościach 1,3 oraz 1,5 litra. Moc przenoszona jest na oś przednią poprzez 5-biegową manualną lub 4-biegową automatyczną skrzynię biegów. Od 2008 model sprzedawany jest także pod nazwą Subaru Dex. Obecnie produkowana jest druga generacja Toyoty bB.

## Dane techniczne (R4 1.5)

### Silnik
- R4 1,5 l (1496 cm³), 4 zawory na cylinder, DOHC
- Układ zasilania: wtrysk EFi
- Średnica cylindra × skok tłoka: 75,00 mm × 84,70 mm
- Stopień sprężania: 10,5:1
- Moc maksymalna: 110 KM (81 kW) przy 6000 obr./min
- Maksymalny moment obrotowy: 143 N•m przy 4200 obr./min

### Osiągi
- Przyspieszenie 0-100 km/h: b/d
- Prędkość maksymalna: b/d